# Koolhaas (folklore)
De koolhaas was een van stro nagemaakte haas die voor het oogsten in een veld koolzaad werd verstopt. Dit folkloristisch gebruik werd gepraktiseerd in het noorden van Nederland. Er zijn beschrijvingen uit Gelderland en Groningen bekend. Het gebruik is verdwenen na de grootscheepse mechanisering van de landbouw, in het begin van de 20e eeuw.
Als de koolhaas (vergelijk: graanpop) bij het dorsen werd gevonden, werd deze opgebaard. De haas werd ten slotte op de laatste vracht gelegd, waarbij ieder zijn hoofd uit eerbied ontblootte. Pas wanneer de boer met de jenever was rondgegaan, kon deze vracht worden weggebracht.
Soms was er geen pop, maar onderging de laatste schoof graan (de haas genaamd) dezelfde eer. Deze schoof werd vaak gesneden door de arenlezer, de knecht die achter de maaiers aanloopt om de gevallen aren te verzamelen.
Het gebruik komt voort uit het geloof dat er een geest in het veld huist, die zorgt voor een goede opbrengst en het veld beschermt.